# Witkeelstekelstaart
De witkeelstekelstaart (Synallaxis albigularis) is een zangvogel uit de familie Furnariidae (ovenvogels).

## Verspreiding en leefgebied
Deze soort komt voor in het westelijk Amazonebekken en telt twee ondersoorten:
- S. a. rodolphei: zuidelijk Colombia en noordoostelijk Ecuador.
- S. a. albigularis: zuidoostelijk Colombia, oostelijk Ecuador, oostelijk Peru en westelijk Brazilië.

## Status
De grootte van de populatie is niet gekwantificeerd maar de soort wordt omschreven als vrij algemeen. Op de Rode lijst van de IUCN heeft deze soort de status niet bedreigd.